# Camponotus kopetdaghensis
Camponotus kopetdaghensis is een mierensoort uit de onderfamilie van de schubmieren (Formicinae). De wetenschappelijke naam van de soort is voor het eerst geldig gepubliceerd in 1985 door Dlussky & Zabelin.